# Корчицув
Корчицув (пол. Korczyców, нім. Kurtschow) — село в Польщі, у гміні Машево Кросненського повіту Любуського воєводства.
Населення — 126 осіб (2011).
У 1975-1998 роках село належало до Зеленогурського воєводства.

## Демографія
Демографічна структура станом на 31 березня 2011 року:
|          | Загалом | Допрацездатний вік | Працездатний вік | Постпрацездатний вік |
| -------- | ------- | ------------------ | ---------------- | -------------------- |
| Чоловіки | 70      | 19                 | 49               | 2                    |
| Жінки    | 56      | 14                 | 35               | 7                    |
| Разом    | 126     | 33                 | 84               | 9                    |